# Clare Short
Clare Short (ur. 15 lutego 1946 w Birmingham) – brytyjska polityk, minister w rządach Tony’ego Blaira, związana z Partią Pracy.
Pochodzi z katolickiej irlandzkiej rodziny wywodzącej się z hrabstwa Armagh w Irlandii Północnej. W wieku 18 lat wyszła po raz pierwszy za mąż, ale małżeństwo było krótkotrwałe. Rok wcześniej urodziła syna, który został oddany do adopcji i z którym nie utrzymywała kontaktu do 1996. Drugim mężem Short był od 1981 polityk Partii Pracy Alex Lyon, który cierpiał na chorobę Alzheimera i zmarł w 1993.
Short ukończyła nauki polityczne na uniwersytecie w Leeds. Następnie przeniosła się na uniwersytet w Keele. Później rozpoczęła pracę w ministerstwie spraw wewnętrznych. Pracowała jako prywatny sekretarz konserwatysty Marka Carlisle’a. W 1983 wystartowała w wyborach do Izby Gmin z ramienia Partii Pracy i wygrała wybory w okręgu Birmingham Ladywood.
Była utożsamiana z lewym skrzydłem partii. Zwróciła na siebie uwagę mediów niedługo po wyborach, oskarżając konserwatywnego ministra w resorcie zatrudnienia Alana Clarka o alkoholizm. Jej wypowiedzi zostały uznane za nieparlamentarne przez Speakera Izby Gmin, który zażądał od Short wycofania oskarżeń. Short po raz kolejny znalazła się w centrum uwagi w 1986, kiedy rozpoczęła kampanię przeciwko „Trzecim stronom” (na stronie trzeciej w brytyjskich tabloidach znajdowały się zdjęcia modelek topless).
W 1988 poparła kandydaturę Johna Prescotta w wyborach na wiceprzewodniczącego partii. W wyborach 1994 popierała Margaret Beckett. W gabinecie cieni Tony’ego Blaira została ministrem ds. kobiet, a później ministrem transportu. Po zwycięstwie Partii Pracy w wyborach w 1997 r. została ministrem rozwoju międzynarodowego. Na tym stanowisku pozostała do 12 maja 2003, kiedy to zrezygnowała po zaangażowaniu się Wielkiej Brytanii w wojnę w Iraku bez mandatu ONZ.
Po rezygnacji Short zasiadła w tylnych ławach parlamentu. 1 listopada 2004 ukazała się jej książka An Honourable Deception?: New Labour, Iraq, and the Misuse of Power. 12 września 2006 ogłosiła, że nie wystartuje w najbliższych wyborach parlamentarnych w proteście przeciwko polityce Tony’ego Blaira. 20 października zrezygnowała z członkostwa w Partii Pracy i od tamtej pory zasiada w Izbie Gmin jako niezależna laburzystka. Ogłosiła także, że nie zamierza startować w kolejnych wyborach parlamentarnych.
Po objęciu przez Gordona Browna przewodnictwa Partii Pracy Short zapowiedziała, że jest gotowa powrócić do Partii Pracy, jeśli Brown zmieni krytykowane przez nią elementy polityki laburzystów.